# Seguers
Seguers es una entidad de población española del municipio de Els Prats de Rei, perteneciente a la provincia de Barcelona, en la comunidad autónoma de Cataluña.

## Toponimia
El nombre del lugar puede encontrarse escrito con las grafías Seguers y Segué.

## Historia
Hacia mediados del siglo XIX, el lugar era referido como una cuadra por entonces perteneciente al municipio de Solanellas. Aparece descrito en el decimocuarto volumen del Diccionario geográfico-estadístico-histórico de España y sus posesiones de Ultramar de Pascual Madoz con las siguientes palabras:

SEGUÉ: cuadra en la prov., aud. terr., c. g. de Barcelona (13 leg.), part. jud. de Igualada (3 1/2), dióc. de Vich; forma ayunt. con Solanellas de cuyo l. depende; tiene varias casas, y una capilla aneja de la parr. de Castellar del part. de Manresa.
(Madoz, 1849, p. 149)

En 2023, la entidad singular de población de Seguers, ahora perteneciente al municipio de Els Prats de Rei, tenía empadronados 21 habitantes, todos ellos en diseminado.